# Maria, Maria
Maria, Maria è una telenovela brasiliana in 121 puntate andata in onda su TV Globo dal 30 gennaio al 24 giugno 1978. 
Ambientata in una regione mineraria ricca di diamanti a Bahia nel 1860, territorio messo in ginocchio l'anno precedente da una grave siccità, essa racconta la storia di due sorelle gemelle che non si conoscono, Maria Alves e Maria Dusá (ambedue interpretate da Nívea Maria) e del loro rapporto parallelo con Ricardo Valeriano Brandão (Cláudio Cavalcanti). Le due sorelle hanno personalità e posizioni sociali differenti: Maria Alves, chiamata comunemente Mariazinha, è una ragazza semplice, timorosa e sincera, mentre Maria Dusá è ricca e molto orgogliosa.

## Trama
La vicenda inizialmente è ambientata nell'entroterra della Chapada Diamantina. Ricardo Valeriano Brandão, «un forte, coraggioso, uomo d'onore», si ferma alla fattoria di Raimundo Alves (Wilson Grey). Qui conosce la figlia dell'uomo, Maria, e se ne innamora. Raimundo, «stremato e ridotto alla fame dalle calamità che si è abbattuta sul paese», gli offre Maria come sposa in cambio di generi alimentari. Ricardo, però, lascia a Maria Alves la libertà di scegliere se sposarlo o meno. Maria, benché attratta dal forestiero, non si sente ancora pronta per iniziare una relazione e decide quindi di rimanere con la propria famiglia, anche se dopo la partenza di Ricardo si rende conto che non riesce a dimenticare l'uomo e spera che egli un giorno torni da lei.

Giunto nel villaggio di Xique-Xique, Ricardo incontra una ragazza identica a Maria Alves, e crede di aver ritrovato la donna della quale si è innamorato. In realtà questa giovane si chiama Maria Dusá, è di ottima famiglia, vive in una della case più ricche e sofisticate del villaggio, ed è la «spregiudicata proprietaria di una locanda». Quando conosce Ricardo, la donna lo tratta con freddezza e disdegno. Sentendosi disprezzato, l'uomo umilia Maria Dusà davanti a tutti, ma in tal modo provoca la violenta reazione degli amici di quest'ultima. Spaventato, Ricardo cerca di fuggire, ma durante la fuga uccide accidentalmente uno dei suoi assalitori. A questo punto, per evitare ripercussioni, l'uomo si rifugia nelle miniere.

Qualche tempo dopo, Dona Rosária (Ana Ariel) si reca a Xique-Xique accompagnata da Maria Alves, che ha lasciato la sua famiglia dopo la morte del padre con la speranza di reincontrare Ricardo. Ben presto la ragazza viene scambiata per la ricca Maria Dusá. Quest'ultima viene a sapere della presenza di una sua sosia, e chiede di poter conoscere la ragazza. Le due Maria finalmente si incontrano e Maria Alves racconta della sua vita sfortunata e miserabile, della morte del padre e del suo amore tardivo per Ricardo. Toccata dalla triste storia, Maria Dusá decide di aiutarla e parte alla ricerca di Ricardo. Riesce a rintracciarlo, ma si trova davanti un uomo diverso: un uomo amareggiato e disilluso dalla vita, che è riuscito a farsi un nome grazie al lavoro nelle miniere. Il nuovo Ricardo affascina profondamente Maria Dusá e la ragazza si innamora di lui, dimenticando l'impegno preso con Maria Alves. Quando si scoprirà che le due giovani donne sono in realtà sorelle gemelle, sarà troppo tardi.

## Produzione
Prima telenovela scritta da Manoel Carlos (che scriverà nello stesso anno Marina e tre anni dopo Destini), Maria, Maria è basata sul romanzo Maria Dusá (1910) di Lindolfo Rocha.
Le scene in esterna ambientate nella zona della miniera furono registrate a Maricá (Rio de Janeiro), dove 100.000 m² di territorio furono trasformati in una fittizia savana, secca e polverosa. Le scene ambientate a Xique-Xique furono girate nella pittoresca cittadina di Barra de Guaratiba (sempre nei pressi di Rio).
La sigla di apertura si intitolava Olha Maria, scritta da Chico Buarque, Tom Jobim e Vinícius de Moraes, ed eseguita dall'Orquestra Som Livre.

## Trasmissione italiana
In Italia, la telenovela è stata trasmessa dal 12 dicembre 1983 da Rete 4.